# Yacht Klub Polski Toronto
Yacht Klub Polski Toronto – polsko-kanadyjski klub żeglarski w Toronto założony w grudniu 2011 roku.

## Historia Klubu
Yacht Klub Polski Toronto jest członkiem zagranicznym stowarzyszenia Yacht Klub Polski, kontynuującego tradycje klubu żeglarskiego powołanego w Warszawie w 1924 roku.
Inkorporowany w 2011 roku (jako korporacja niedochodowa Yacht Club of Poland - Toronto), YKP Toronto został przyjęty do Yacht Klubu Polski 13 kwietnia 2013 roku otrzymując patent banderowy. W tym samym roku został członkiem rzeczywistym Polskiego Związku Żeglarskiego.
W 2019 roku klub został członkiem stowarzyszenia Polish Yachting Association of North America z siedzibą w Chicago. Komandorem jest kpt. dr Jan Władysław Zamorski.
Klub powstał w celu promowania i ułatwiania jachtingu sportowego i turystycznego oraz innych sportów wodnych, kultywowanie wiedzy, kultury i tradycji jachtingu światowego oraz polskiej Marynarki Wojennej i kanadyjskiej Royal Canadian Navy. Jego członkowie działają zgodnie z jurysdykcją polską oraz kanadyjską.
Godło (emblemat) YKP jest białą tarczą z ukośnym krzyżem czerwonym (krzyż św. Andrzeja) z obwódką niebieską na dwóch skrzyżowanych kotwicach.

## Działalność
W szeregach YKP Toronto znalazło się kilku kapitanów i instruktorów żeglarstwa PZŻ oraz kilkunastu sterników morskich i jachtowych. Klub posiada 2 jachty klubowe i kilkanaście jachtów prywatnych o długości od 7 do 16 metrów. Są to slupy bermudzkie i kecze o dużej dzielności morskiej.
Klub szkoli na polskie i kanadyjskie stopnie i licencje żeglarskie (pleasure craft operator). Organizuje rejsy stażowe i turystyczne na Karaibach, Wielkich Jeziorach, Atlantyku i Zatoce Meksykańskiej. Każdej jesieni klub organizuje regaty o Puchar YKP Toronto na trasie z Toronto Island do Scarborough i z powrotem. Jest współorganizatorem regat „Niepodległa” pod egidą Konsula Generalnego RP w Toronto oraz współorganizatorem Żeglarskiego Zlotu Wagnerowskiego (WSR)//6  na Brytyjskich Wyspach Dziewiczych (Karaiby).
Pod egidą klubu periodycznie wydawany jest ilustrowany magazyn żeglarski „Nasze Żagle”.

## Sukcesy sportowe
Yacht Klub Polski Toronto od lat odnosi liczne sukcesy w regatach klubowych o Puchar Ambasadora RP w Kanadzie (M. Bezeg, Robert Bartlewski, J. Zamorski), a także w mistrzostwach Kanady, USA i świata w klasach Albacore, J-24, J-35, 505 (Robert Bartlewski).
• 2004: I miejsce w Regatta Series Championship, LORC (Lake Ontario Racing Council, (klasa Mantra 7000 - s/y Eola),
• 2007: I miejsce w Don Rantz Regatta (travel trophy), (Albacore),
• 2011: II miejsce w IRC Division, LO 300, Ontario, (2 J35 s/y Jaeger),
• 2012: I miejsce w IRC Division 3 and Overall, LO 300, Ontario, (J-35 s/y Jaeger),
• 2013: I miejsce w IRC Fleet Susan Hood, Ontario (3 J-35 s/y Jaeger),
• 2014: I miejsce w North American Championship, Kingston (Albacore); I miejsce w Moordale Regatta, Toronto (Albacore), 
• 2015: II miejsce w Canadians Championship, Fort Erie (Albacore),
• 2016: II miejsce w Eastern Canadian Championship, Toronto (505),
• 2018: I miejsce w regatach o Puchar Niepodległości RP Toronto (CS27 s/y Baltic),
• 2018: II miejsce w Ontario Championship, Toronto (505),
• 2021: I miejsce w CORK Fall Regatta & Canadian Championship, Kingston (505),
• 2022: I miejsce w Fanfare Regatta & Canadian Championship, Ottawa (505).